# Tityus discrepans
Espèce
Synonymes
- Androcottus discrepans Karsch, 1879
- Tityus spinipalpis Lutz, 1928

Tityus discrepans est une espèce de scorpions de la famille des Buthidae.

## Distribution
Cette espèce se rencontre au Venezuela, au Brésil, au Suriname et à la Trinité.

## Venin
Le venin de ce scorpion contient un fongicide qui pourrait s'avérer utile en agriculture.

## Systématique et taxinomie
Cette espèce a été décrite sous le protonyme Androcottus discrepans par Karsch en 1879. Elle est placée dans le genre Tityus par Pocock en 1897.

## Publication originale
- Karsch, 1879 : Skorpionologische Beiträge. I. Mitteilungen des Münchener entomologischen Vereins, vol. 3, no 1, p. 6-22 (texte intégral).